# 森下翔太
森下 翔太（もりした しょうた、2000年8月14日 - ）は、神奈川県横浜市港南区出身のプロ野球選手（外野手）。右投右打。阪神タイガース所属。

## 経歴

### プロ入り前
横浜市立日限山小学校1年生のとき「野庭日限フェニックス」（現：上永谷少年野球部）で外野手として野球を始め、捕手も経験した。横浜市立日限山中学校時代は三塁手として中学硬式野球の「戸塚リトルシニア」に所属。
地元の強豪である東海大学付属相模高等学校に進学。1年夏より「4番・中堅手」のレギュラーとなり、3年春には第90回記念選抜高等学校野球大会に出場した。高校通算本塁打数は57本。高校の一学年後輩には、のちに阪神でのチームメイトとなる遠藤成がいる。
NPBからも注目されたがプロ志望届は提出せず、2019年に東都大学野球連盟に所属する中央大学商学部金融学科に進学。1年春のリーグ戦より先発出場し、主軸を担うなど活躍した。その後、1年生ながら同じ東都大学野球の亜細亜大学に所属する田中幹也とともに日米大学野球の日本代表に選出された。大学同期には東京ヤクルトスワローズから指名された北村恵吾がいる。
2022年10月20日に行われたプロ野球ドラフト会議において、1位指名した浅野翔吾を抽選で外した阪神タイガースから外れ1位指名を受けた。11月7日に契約金1億円プラス出来高払い5000万円、年俸1600万円（金額はいずれも推定）という条件で仮契約を結んだ。背番号は1となった。

### 阪神時代
2023年のオープン戦では、打率.314（規定打席到達者では栗原陵矢に次いで2位）、3本塁打、8打点と、いずれもチーム1位の成績を残した。開幕戦となる対横浜DeNAベイスターズ戦（京セラドーム大阪）に「6番・右翼手」として出場。球団の新人選手としては2021年の佐藤輝明以来16人目となる開幕スタメン入りを果たす。その後は20打席連続無安打など不調に陥り、4月17日付の公示にて一軍登録を抹消された。5月19日に再昇格を果たすと、翌5月20日の対広島東洋カープ戦（阪神甲子園球場）では9回に森下暢仁から自身初となるサヨナラ適時打を放つなど活躍を見せる。しかし以降は結果に恵まれず6月9日に再度抹消されたが、二軍でのフルスイングが岡田監督の目に留まりリーグ戦が再開した6月23日に三度目の昇格。7月2日の対読売ジャイアンツ戦（東京ドーム）にて近本光司が離脱（死球による骨折）したことで、岡田監督は近本の代役として森下を中堅にて起用するプランがあることを明言。7月8日の対ヤクルト戦（甲子園）では初めて「1番・中堅手」として出場し、翌7月9日のヤクルト戦（甲子園）にて8回に決勝点となる初本塁打を記録。7月12日の対DeNA戦（甲子園）では8回に完投ペースで投げていたトレバー・バウアーから同点となる2点本塁打を記録し、9回には満塁の好機でJ.B.ウェンデルケンからサヨナラ犠飛を放つ活躍を見せた。7月18日に行われたフレッシュオールスターゲームではウエスタン・リーグ代表として出場し、4打数3安打3打点の活躍で最優秀選手賞を獲得した。近本のチーム合流後は「3番・右翼手」での出場が続きその起用を確固としたものにすると、9月8日の対広島戦（甲子園）で10号本塁打を放ち、阪神の新人右打者としては岡田彰布（同年の一軍監督）以来となる、43年ぶりの2桁本塁打を達成した（左打者も含めると佐藤輝明以来2年ぶり）。9月14日の対巨人戦（甲子園）では猛打賞を記録し、決勝犠飛の4番大山悠輔、2点本塁打の5番佐藤輝明と共に「ドラフト1位クリーンアップ」としてチームを18年ぶりのリーグ優勝に導いた。優勝後の12試合では22打席連続無安打など、47打数6安打、打率.128、打点0、14三振と不振にあえいだ。9月29日の対DeNA戦（横浜スタジアム）では1点を追う5回無死満塁の絶好機に石田健大の投じた明らかなボール球であるワンバウンドのチェンジアップで空振り三振を喫した。同日は3打席無安打2三振でこの打席限りで途中交代を命じられると、ベンチにて涙で目を真っ赤に腫らし、人目もはばからず悔し涙を流した。試合後「（3打席無安打途中交代の）森下は」と報道陣に問われた岡田監督は「あかんやろ。そらあ。」「そんなんもうおまえ。お客さんに見せられへんよはっきり言うて。あんな姿」などと答えると、残り試合での起用について「あんな姿見せられへんて言うてるやんか。それはおまえ。失礼やわな、お金払ろて球場来ててあの姿は。そらあかんわ。」などと厳しく断じると、続けて「ボール球を振って自分で崩れていってる。自分でわからんとあかん」と自らの力による逆襲を求めた。広島とのクライマックスシリーズ（甲子園）では第1戦で九里亜蓮から同点ソロを放ち、第3戦で矢崎拓也から押し出し四球を選ぶなどの活躍でチームの日本シリーズ出場に貢献した。10月28日に開幕したオリックス・バファローズとの日本シリーズでは、全試合に「3番・右翼手」として出場。第1戦（京セラ）で阿部翔太からシリーズ初安打を放つと、第3戦・4戦・5戦（全て甲子園）で3試合連続打点を挙げた。特に、11月2日に行われた第5戦では、7回に自身の適時失策で点差を2点に広げられたが、8回に宇田川優希から逆転の2点三塁打を放つ活躍で汚名をそそいだ。優勝の決まる第7戦（京セラ）では、2本の適時打を含む猛打賞の活躍でチームの38年ぶり日本一に貢献。この試合でシリーズ通算打点が新人記録を更新する7となり、優秀選手賞を受賞した。12月2日には2200万円増となる推定年俸3800万円で契約を更改した。
2024年は3月31日の対巨人戦（東京ドーム）で両者無得点で迎えた8回二死一・三塁の打席で中川皓太から決勝3点本塁打を放ち、開幕から続いたチームの無得点イニングを25回2/3で止めた。セ・パ交流戦では6月2日の対千葉ロッテマリーンズ戦（ZOZOマリンスタジアム）で1回表にC.C.メルセデスからスミ1勝利となる自身初の初回先頭打者本塁打を放ち、1-0で勝利に貢献した。リーグ再開後は9試合で打率.136と打撃不振で、7月6日に出場選手登録を抹消。同月19日に一軍合流すると、同月28日の対中日戦（甲子園）にて3-3で迎えた延長11回一死二塁の打席でライデル・マルティネスからサヨナラ適時打を放った。8月は4日の対DeNA戦（横浜）で1回一死二塁の打席でアンソニー・ケイから適時二塁打を放ち、球団では1951年の藤村富美男、1985年の掛布雅之を抜いて歴代単独2位となる10試合連続打点を記録した。8日の対ヤクルト戦（明治神宮野球場）では4回無死無走者の打席で吉村貢司郎から球団史上6人目となるプロ入り1年目から2年連続2桁本塁打を放った。13日の対巨人戦（東京ドーム）にて自身初となる阪神の4番打者（第110代目）として先発出場すると1回二死二塁の打席でフォスター・グリフィンから2点本塁打を放ち、4番打者で初打席本塁打を記録した。9月13日の対広島戦（甲子園）では7回二死無走者の打席で大道温貴から本塁打を放ち、球団では2016年の江越大賀以来の4試合連続本塁打を記録した。レギュラーシーズンは129試合に出場し、打率.275、16本塁打、73打点を記録。クライマックスシリーズにおけるDeNAとのファーストステージ（甲子園）2試合は打率.625、1本塁打、2打点と活躍するも、チームは0勝2敗でファイナルステージ進出とはならなかった。12月12日、4000万円増となる推定年俸7800万円で契約を更改した。
2025年は新監督の藤川球児の意向もあり、開幕は4番を任されることとなった。開幕2戦目で逆転2点本塁打を放つなど活躍するも、4月13日までの5試合で打率.105と苦しみ、同日の中日戦より再び3番起用となり、その後は3番に定着。5月4日から7日にかけて4試合連続本塁打を記録するなど、好調を維持した。5月20日の巨人戦では先制本塁打を放ち、これは5月5日から7日にかけて巨人戦で放った3試合連続本塁打に続いて、巨人戦での4試合連続本塁打を記録した。また、球団では1999年にマーク・ジョンソンが、日本人選手に限ると1991年に八木裕が記録して以来の快挙であった。

## 代表経歴
2023年はカーネクスト アジアプロ野球チャンピオンシップ2023日本代表に選出された。背番号は大学日本代表の際も着用していた23。11月16日の対チャイニーズ・タイペイ戦（東京ドーム）では、7回に決勝点となる先制本塁打を記録。
2024年はWBSCプレミア12第3回大会の日本代表に選出された。背番号は1。開幕のオーストラリア戦から4番打者を務め、開幕から4試合連続打点を記録し、グループ首位突破に貢献した。

## 選手としての特徴
走攻守3拍子が揃う外野手。打撃では広角に長打が打てるほか、勝負強さを持ち合わせる。大学時代は主に3番打者として通算9本塁打を放つなど、「アマ球界トップクラスの強打者」と評された。遠投100mの強肩、50m走のタイム6秒1の俊足も魅力。

## 人物
幼少期から負けず嫌いな性格で「勝負のときは相手を飲み込んでやろうという気持ちでやっている」と語っている。
攻撃的な野球を信条とし、プロ入り時には打撃だけでなく、「塁に出たときの走塁、守備の姿勢を見てほしい」と語っている。
ルーキーイヤーである2023年8月28日、阪神応援団が森下の個人応援歌を発表。応援歌を聴いた森下は「ずっとほしいなと思っていたので、素直にうれしいです。素直に応援する気持ちで歌ってもらえたら。最初は自分も慣れないと思うんですけど、自分が試合に出れば歌われる機会も増えると思うので。出続けて覚えてもらえるようにしたいなと思います」と語っている。

## 詳細情報

### 年度別打撃成績
| 年 度     | 球 団     | 試 合 | 打 席 | 打 数 | 得 点 | 安 打 | 二 塁 打 | 三 塁 打 | 本 塁 打 | 塁 打 | 打 点 | 盗 塁 | 盗 塁 死 | 犠 打 | 犠 飛 | 四 球 | 敬 遠 | 死 球 | 三 振 | 併 殺 打 | 打 率 | 出 塁 率 | 長 打 率 | O P S |
| --------- | --------- | ----- | ----- | ----- | ----- | ----- | -------- | -------- | -------- | ----- | ----- | ----- | -------- | ----- | ----- | ----- | ----- | ----- | ----- | -------- | ----- | -------- | -------- | ----- |
| 2023      | 阪神      | 94    | 377   | 333   | 42    | 79    | 14       | 1        | 10       | 125   | 41    | 1     | 0        | 0     | 4     | 29    | 1     | 11    | 70    | 6        | .237  | .316     | .375     | .691  |
| 2024      | 阪神      | 129   | 526   | 458   | 64    | 126   | 24       | 2        | 16       | 202   | 73    | 0     | 2        | 0     | 3     | 53    | 1     | 12    | 78    | 13       | .275  | .363     | .441     | .804  |
| 通算：2年 | 通算：2年 | 223   | 903   | 791   | 106   | 205   | 38       | 3        | 26       | 327   | 114   | 1     | 2        | 0     | 7     | 82    | 2     | 23    | 148   | 19       | .259  | .343     | .413     | .757  |

- 2024年度シーズン終了時
- 各年度の太字はリーグ最高

### 年度別守備成績
| 年 度 | 球 団 | 外野  | 外野  | 外野  | 外野  | 外野  | 外野     |
| 年 度 | 球 団 | 試 合 | 刺 殺 | 補 殺 | 失 策 | 併 殺 | 守 備 率 |
| ----- | ----- | ----- | ----- | ----- | ----- | ----- | -------- |
| 2023  | 阪神  | 90    | 168   | 5     | 2     | 1     | .989     |
| 2024  | 阪神  | 127   | 218   | 2     | 2     | 1     | .991     |
| 通算  | 通算  | 217   | 386   | 7     | 4     | 2     | .990     |

- 2024年度シーズン終了時

### 表彰

#### NPB
- 日本シリーズ優秀選手賞：1回（2023年）
- 月間JERAセ・リーグAWARD：1回（2025年5月[77]）
- 阪神タイガースDIDアワード：3回（2023年7月[78]、2024年7月[79]、9月[80]）
- ミキハウス・サンスポMVP（2024年[81]）

#### 国際大会
- アジア プロ野球チャンピオンシップベストナイン：1回（2023年）
- WBSCプレミア12オール・ワールド・チーム：1回（2024年）

### 記録
初記録
- 初出場・初先発出場：2023年3月31日、対横浜DeNAベイスターズ1回戦（京セラドーム大阪）、「6番・右翼手」で先発出場[82]
- 初打席：同上、2回裏に石田健大から三失[82]
- 初得点：同上、2回裏に三走として近本光司の犠飛で生還
- 初安打・初打点：2023年4月1日、対横浜DeNAベイスターズ2回戦（京セラドーム大阪）、1回裏にロバート・ガゼルマンから三塁適時内野安打[83]
- 初本塁打：2023年7月9日、対東京ヤクルトスワローズ14回戦（阪神甲子園球場）、8回裏に木澤尚文から左中間越ソロ[84]
- 初盗塁：2023年9月24日、対中日ドラゴンズ23回戦（バンテリンドーム　ナゴヤ）、10回表に二盗（投手：藤嶋健人、捕手：木下拓哉）

その他の記録
- 日本シリーズ 新人選手最多打点：7（2023年） ※NPB記録[85]

### 背番号
- 1（2023年[14] - ）
- 23（2023年 アジア プロ野球チャンピオンシップ）

### 登場曲
- 「Pepas」Farruko（2023年 - 同年途中）[86]
- 「バブル」湘南乃風（2023年途中 - 同年途中）※奇数打席
- 「Joker」湘南乃風（2023年途中 - ）※偶数打席
- 「逆光」Ado（2023年途中 - ）※奇数打席
- 「Left & Right 〜名も無き足跡〜」湘南乃風 (2024年 - )

### 代表歴
- 2023 アジア プロ野球チャンピオンシップ 日本代表
- 2024 WBSCプレミア12 日本代表